# Marina Terrade
Marina Terrade, née en 1967, est une joueuse française de water-polo.

## Carrière
Avec l'équipe de France féminine de water-polo, Marina Terrade est médaillée de bronze aux Championnats d'Europe 1987.